# ESC Congress
ESC Congress (European Society of Cardiology Congress) är en årlig kardiologisk kongress som anordnas av European Society of Cardiology (ESC). Den äger rum i augusti–september.
Kongressen brukar vara den största årliga medicinska sammankomsten i Europa, med cirka 30 000 deltagare.

## Lista
Den första kongressen hölls 1950 och därefter vart fjärde år fram till 1988, då det blev ett årligt evenemang.
- 1988 –  Wien
- 1989 –  Nice
- 1990 –  Stockholm
- 1991 –  Amsterdam
- 1992 –  Barcelona
- 1993 –  Nice
- 1994 –  Berlin
- 1995 –  Amsterdam
- 1996 –  Birmingham
- 1997 –  Stockholm
- 1998 –  Wien
- 1999 –  Barcelona
- 2000 –  Amsterdam
- 2001 –  Stockholm
- 2002 –  Berlin
- 2003 –  Wien
- 2004 –  München
- 2005 –  Stockholm
- 2006 –  Barcelona
- 2007 –  Wien
- 2008 –  München
- 2009 –  Barcelona
- 2010 –  Stockholm
- 2011 –  Paris
- 2012 –  München
- 2013 –  Amsterdam
- 2014 –  Barcelona
- 2015 –  London
- 2016 –  Rom
- 2017 –  Barcelona
- 2018 –  München
- 2019 –  Paris
- 2020 –  Amsterdam
- 2021 –  London

Kongresserna 1994 och 2006 organiserades tillsammans med World Heart Federation under namnet "World Congress of Cardiology".